# Longetia
Longetia là một chi thực vật có hoa trong họ Picrodendraceae.

## Loài
Chi Longetia gồm các loài: